# Matapan
Matapan (Ματαπάς) nebo také Tenaron (Ταίναρον) je skalnatý mys na Peloponésu, oddělující Messénský záliv a Lakónský záliv. Je nejjižnějším bodem pevninského Řecka.
V antice byl mys důležitým kultovním místem, nacházelo se zde město Tenaros, za jehož zakladatele byl pokládán stejnojmenný Diův syn. Nedaleká jeskyně byla pokládána za vchod do podsvětí, kterým podle pověstí prošli Orfeus a Héraklés. Sparťané, kteří oblast ovládali, zde vybudovali svatyni zasvěcenou Poseidónovi, v byzantské době přebudovanou na křesťanský chrám.
Vzhledem ke strategickému významu mysu v okolí proběhla řada námořních bitev: v roce 1148 se utkali Benátčané s Normany, v roce 1717 koalice katolických států s Osmanskou říší, roku 1915 zde Němci potopili osobní parník SS Californian a v roce 1941 v bitvě u Matapanu porazilo britské loďstvo Italy.
Roku 1883 byl na Matapanu postaven maják.